# Авельяноса-де-Муньйо
Авельяноса-де-Муньйо (ісп. Avellanosa de Muñó) — муніципалітет в Іспанії, у складі автономної спільноти Кастилія-і-Леон, у провінції Бургос. Населення — 127 осіб (2010).

## Географія
Муніципалітет розташований на відстані близько 170 км на північ від Мадрида, 42 км на південь від Бургоса.

### Клімат
| Клімат Авельяноса-де-Муньйо | Клімат Авельяноса-де-Муньйо | Клімат Авельяноса-де-Муньйо | Клімат Авельяноса-де-Муньйо | Клімат Авельяноса-де-Муньйо | Клімат Авельяноса-де-Муньйо | Клімат Авельяноса-де-Муньйо | Клімат Авельяноса-де-Муньйо | Клімат Авельяноса-де-Муньйо | Клімат Авельяноса-де-Муньйо | Клімат Авельяноса-де-Муньйо | Клімат Авельяноса-де-Муньйо | Клімат Авельяноса-де-Муньйо | Клімат Авельяноса-де-Муньйо |
| Показник                    | Січ.                        | Лют.                        | Бер.                        | Квіт.                       | Трав.                       | Черв.                       | Лип.                        | Серп.                       | Вер.                        | Жовт.                       | Лист.                       | Груд.                       | Рік                         |
| Середній максимум, °C       | 6,7                         | 8,9                         | 12,0                        | 13,3                        | 17,2                        | 22,0                        | 26,4                        | 26,7                        | 22,9                        | 16,5                        | 10,7                        | 7,6                         | 15,9                        |
| Середня температура, °C     | 2,7                         | 4,1                         | 6,3                         | 7,8                         | 11,4                        | 15,2                        | 18,7                        | 18,9                        | 15,7                        | 10,9                        | 6,2                         | 3,9                         | 10,2                        |
| Середній мінімум, °C        | −1,2                        | −0,6                        | 0,6                         | 2,2                         | 5,6                         | 8,4                         | 11,0                        | 11,1                        | 8,5                         | 5,3                         | 1,6                         | 0,3                         | 4,4                         |
| Днів з опадами              | 8                           | 8                           | 6                           | 9                           | 10                          | 6                           | 4                           | 4                           | 5                           | 8                           | 8                           | 9                           | 85                          |
| --------------------------- | --------------------------- | --------------------------- | --------------------------- | --------------------------- | --------------------------- | --------------------------- | --------------------------- | --------------------------- | --------------------------- | --------------------------- | --------------------------- | --------------------------- | --------------------------- |
| Джерело: www.yr.no          |                             |                             |                             |                             |                             |                             |                             |                             |                             |                             |                             |                             |                             |

## Населені пункти
На території муніципалітету розташовані такі населені пункти: (дані про населення за 2010 рік)
- Авельяноса-де-Муньйо: 38 осіб
- Паулес-дель-Агуа: 32 особи
- Пінедільйо: 29 осіб
- Торресіторес: 28 осіб

## Демографія
Динаміка населення (INE ):

## Галерея зображень

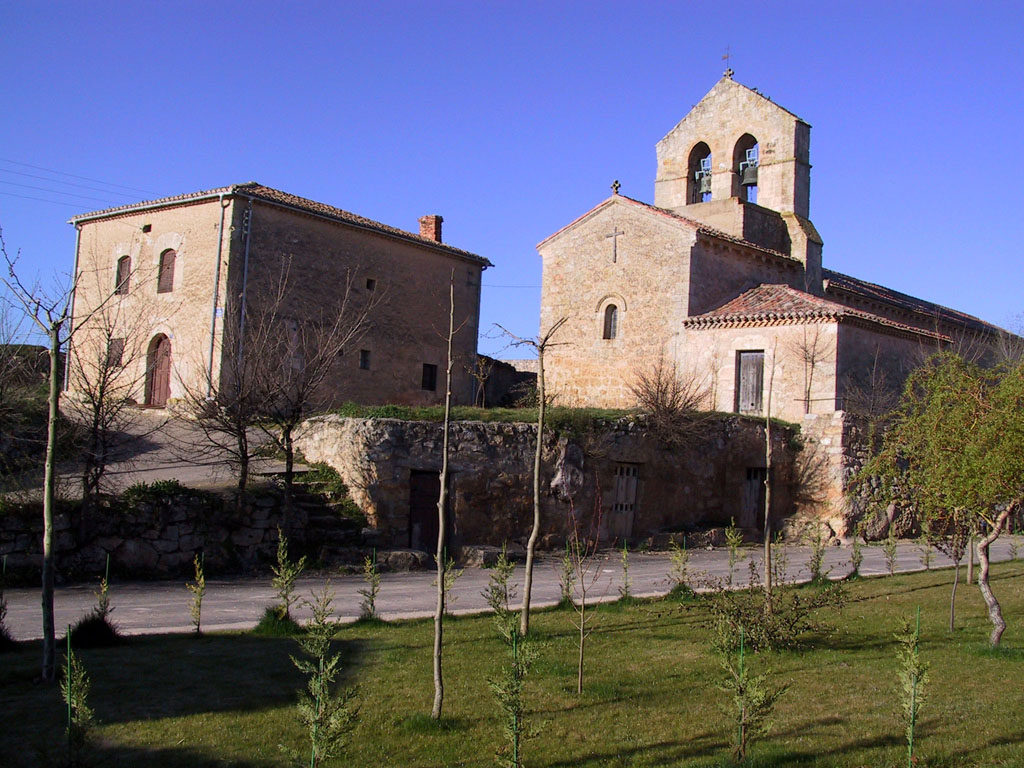
Церква у Авельяносі